# Zorlu Holding
Zorlu Holding est un des plus gros groupes turcs, fondé par Hacı Mehmet Zorlu. Actuellement dirigé par Ahmet Zorlu, le groupe est présent principalement dans le secteur des appareils électroménagers et l'électronique (Vestel), dans l'énergie (filiale Zorlu Energy), le textile et les services financiers.

## Zorlu Energy
Zorlu Energy a refusé, en 2008, de répondre à l'appel d'offre pour construire une centrale nucléaire en Turquie, jugeant le cahier des charges environnemental insuffisant. La firme n'exploite pour l'instant que des centrales au gaz, mais a annoncé d'importants investissements pour les cinq années à venir dans l'hydraulique, l'éolien et la géothermique .